# Солнье, Раймонд Джозеф
Солнье, Раймонд Джозеф (англ. Raymond Joseph Saulnier, 20 сентября 1908 — 30 апреля 2009) — американский экономист, председатель Совета экономических консультантов с 1956 по 1961 при президенте США Эйзенхауэре.

## Образование
В 1929 году Солнье окончил Миддлберийский колледж, где был президентом класса. В 1931 году окончил Университет Тафтса со степенью магистра экономики. С 1934 по 1938 год учился в Колумбийском университете, после окончания в 1938 году получил степень доктора философии. В 1938 году стал профессором Барнард-колледжа на Манхэттене и преподавал там до 1973 года.

## Карьера
Сонье работал в Национальном бюро экономических исследований, изначально занимая должность научного сотрудника с 1938 года по 1946 год, а затем был назначен директором программы финансовых исследований и занимал эту должность с 1946 года по 1961 год. Он инициировал использование Белым домом и правительством экономических показателей, разработанных Национальным бюро экономических исследований. В то же время с 1950 года по 1952 год был советником Федеральной резервной системы, а с 1951 по 1952 год — президентом Американской финансовой ассоциации (AFA), научной организации по исследованию и распространению знаний о финансовой экономике, основанной в 1939 году.
С 1952 года по 1953 год Сонье был советником Совета экономических консультантов, а в 1955 году стал его членом. В период с 1956 года по 1961 год он был председателем Совета экономических консультантов и одним из ближайших советников по экономической политике президента США Дуайта Д. Эйзенхауэра. В то же время с 1959 года по 1961 год был директором государственного ипотечного агентства Federal National Mortgage Association (FNMA), более известное как Fannie Mae.
Позже, помимо работы в качестве профессора, в период с 1965 по 1975 год он был управляющим Американской фондовой биржи (AMEX) и одновременно являлся советником Министерства финансов США. Кроме того, с 1976 по 1979 год, он был членом Консультативного совета потребителей Федеральной резервной системы, а в последнее время в период с 1978 по 1980 год — управляющим Американской товарной биржи (American Commodities Exchange).
Он был членом правления нескольких промышленных и финансовых компаний, включая New York Bank for Savings, American Stock Exchange, Missouri Pacific Railroad, American Potash and Chemical, Howmet Corporation и Houdaille Industries. Он был консультантом в Marine Midland Bank of New York и председателем правления ITT Corporation.

## Личная жизнь
17 марта 1934 года Раймонд Сонье женился на Эстель Сидней. Дети — Марк Солнье (31 декабря 1934 года) и Алиса Солнье (8 июня 1938 года).